# Via Praenestina

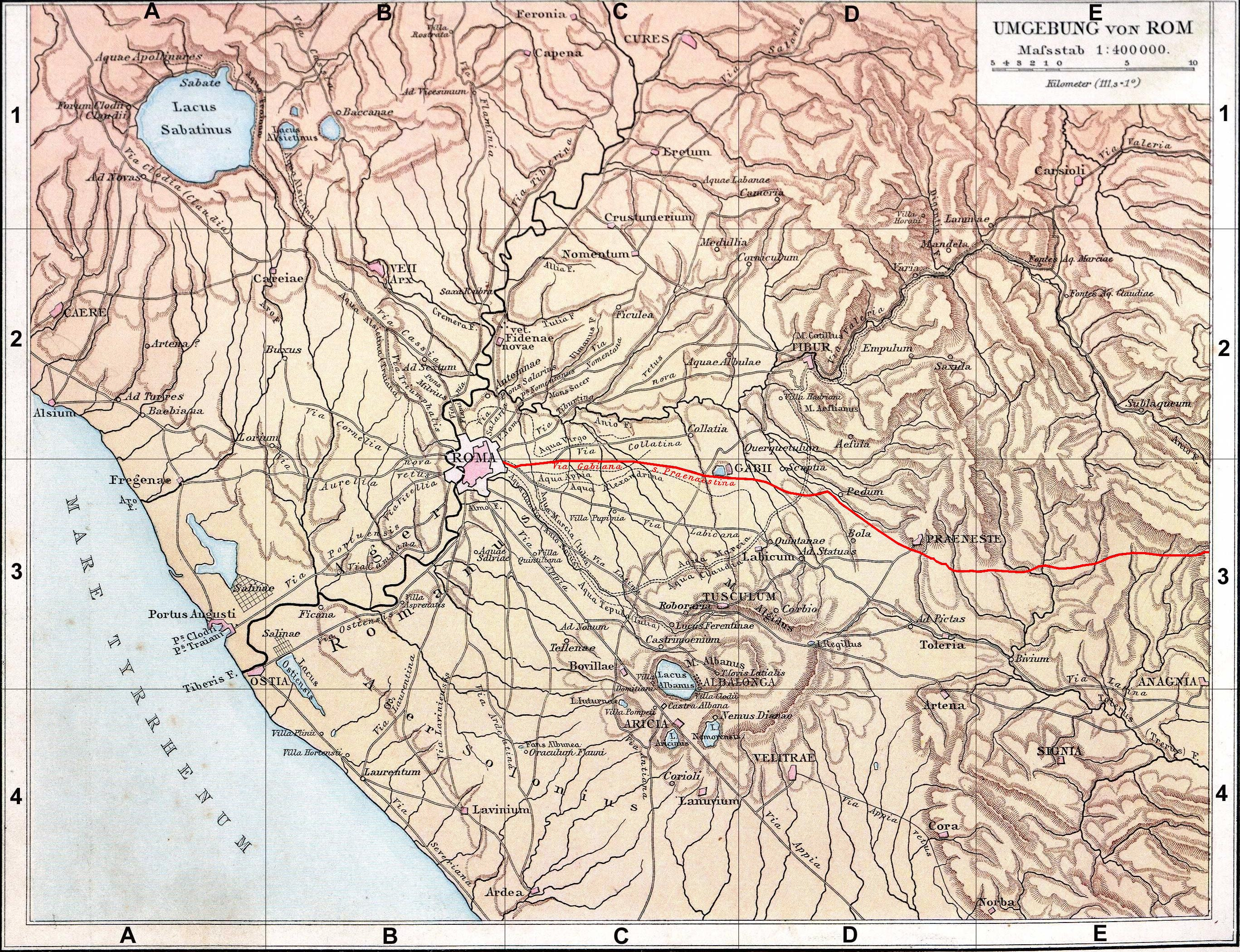
Via Praenestina på en karta över antikens Latium.

Via Praenestina var en väg som ledde från Rom österut.
Ursprungligen hette den Via Gabina eftersom den först endast sträckte sig till den gamla staden Gabii. Den fick sitt nya namn sedan den förlängts till staden Praeneste. Den utsträcktes sedermera ytterligare mot Appeninerna och Aqua Appias källa. Den ingick i det utmärkta vägnät som romarna skapade.